# شورای ملی (اتریش)
شورای ملی (به آلمانی: Nationalrat) یکی از دو مجلس پارلمان اتریش است و اغلب از آن به عنوان مجلس سفلی یاد می‌شود. قانون اساسی به شورای ملی قدرت بسیار بیشتری نسبت به شورای فدرال می‌دهد.

## مسئولیت‌ها
شورای ملی جایی است که قدرت قانونگذاری فدرال اتریش در آن متمرکز است. برای اینکه یک لایحه به قانون فدرال تبدیل شود، باید توسط این مجلس حل و فصل شود. لوایح تصویب شده توسط شورای ملی برای تأیید به شورای فدرال ارسال می‌شود. اگر شورای فدرال این لایحه را تصویب کند یا به مدت هشت هفته کاری انجام ندهد، لایحه موفق شده‌است. اگر شورای فدرال این لایحه را وتو کند، شورای ملی همچنان ممکن است با تصویب دوباره آن را تبدیل به قانون کند. قطعنامه شورای ملی که اعتراض شورای فدرال را رد می‌کند، صرفاً باید حد نصاب بیشتری نسبت به یک قطعنامه معمولی داشته باشد. به عبارت دیگر، شورای فدرال هیچ قدرت واقعی برای جلوگیری از تصویب قانون ندارد و شورای ملی به راحتی می‌تواند آن را نادیده بگیرد. سه استثنا برای این قاعده وجود دارد:
- قوانین اساسی یا مقررات محدود کننده صلاحیت‌های ایالت‌های فدرال
- قوانین مربوط به حقوق خود شورای فدرال
- معاهدات مربوط به صلاحیت ایالت‌های فدرال

تصویب شورای ملی همچنین برای اعمال بیشتر اختیارات مجلس فدرال ضروری است. برای مثال، طرح‌هایی برای فراخوان همه‌پرسی با هدف برکناری رئیس‌جمهور از سمت خود توسط رای‌دهندگان، و طرح‌هایی برای اعلام جنگ، همگی نیاز به اکثریت دو سوم در شورای ملی دارند. تنها طرح‌های استیضاح رئیس‌جمهور نیز می‌تواند از سوی شورای فدرال باشد.